# Powerwolf
Powerwolf est un groupe de power metal allemand, originaire de Sarrebruck. Le groupe, formé en 2003 par Charles et Matthew Greywolf, officie d'abord sous le label Metal Blade Records, puis sous le label Napalm Records à partir de 2012 avec l'album Preachers of the Night. Utilisant abondamment chœurs et orgues, les membres s'inspirent également, pour de nombreuses chansons, de chants religieux comportant parfois des parties en latin.

## Biographie

### Formation et débuts (2003–2005)
Les deux membres fondateurs, Benjamin Buss et David Vogt sont des amis jouant ensemble depuis longtemps. Ils jouaient notamment dans le groupe appelé Flowing Tears. De leur décision de former un autre groupe naît Powerwolf. Pour l'activité du groupe, ils adoptent des noms de scène : Benjamin Buss devient Matthew Greywolf et David Vogt devient Charles Greywolf. Peu après, les Greywolf recrutent les membres de leur ancien groupe, Red Aim. Cependant, chacun des membres du groupe s'est créé de fausses origines comme Attila Dorn qui raconte venir de Roumanie et que les autres auraient rencontré lors de vacances pour l'écriture de leur premier album.

### Signature avecMetal Blade Records(2005–2012)
Avec la passion de Dorn pour les légendes roumaines sur les loups-garous, le groupe sort son premier album Return in Bloodred le 4 avril 2005 sous le label Metal Blade Records, avec lequel ils signent un contrat. Un second album suivra le 7 mai 2007, Lupus Dei. Leur troisième album, Bible of the Beast, est commercialisé le 25 avril 2009. Le quatrième album, intitulé Blood of the Saints, est commercialisé le 29 juillet 2011 en Europe et le 2 août 2011 aux États-Unis.
En 2011, en raison du Wolfsnächte 2012, Powerwolf sort un split EP avec Mystic Prophecy, Stormwarrior, et Lonewolf. Cet EP présente des chansons inédites, dont le titre Living on a Nightmare. Des exemplaires de cet EP sont, à l'origine, distribués lors de l'achat des tickets pour la tournée Wolfsnächte de Powerwolf mais, depuis la fin de la tournée, ces exemplaires sont uniquement mis en vente sur le site internet de Powerwolf.
Le 13 mars 2012, le groupe sort Alive in the Night, le premier album live.

### Preachers of the Night(2012–2015)
Le 13 août 2012, ils annoncent avoir signé un nouveau contrat avec le label Napalm Records. Le 20 novembre, le groupe révèle qu'ils travaillent sur un nouvel album et qu'ils rentrent bientôt en studio pour l'enregistrement.

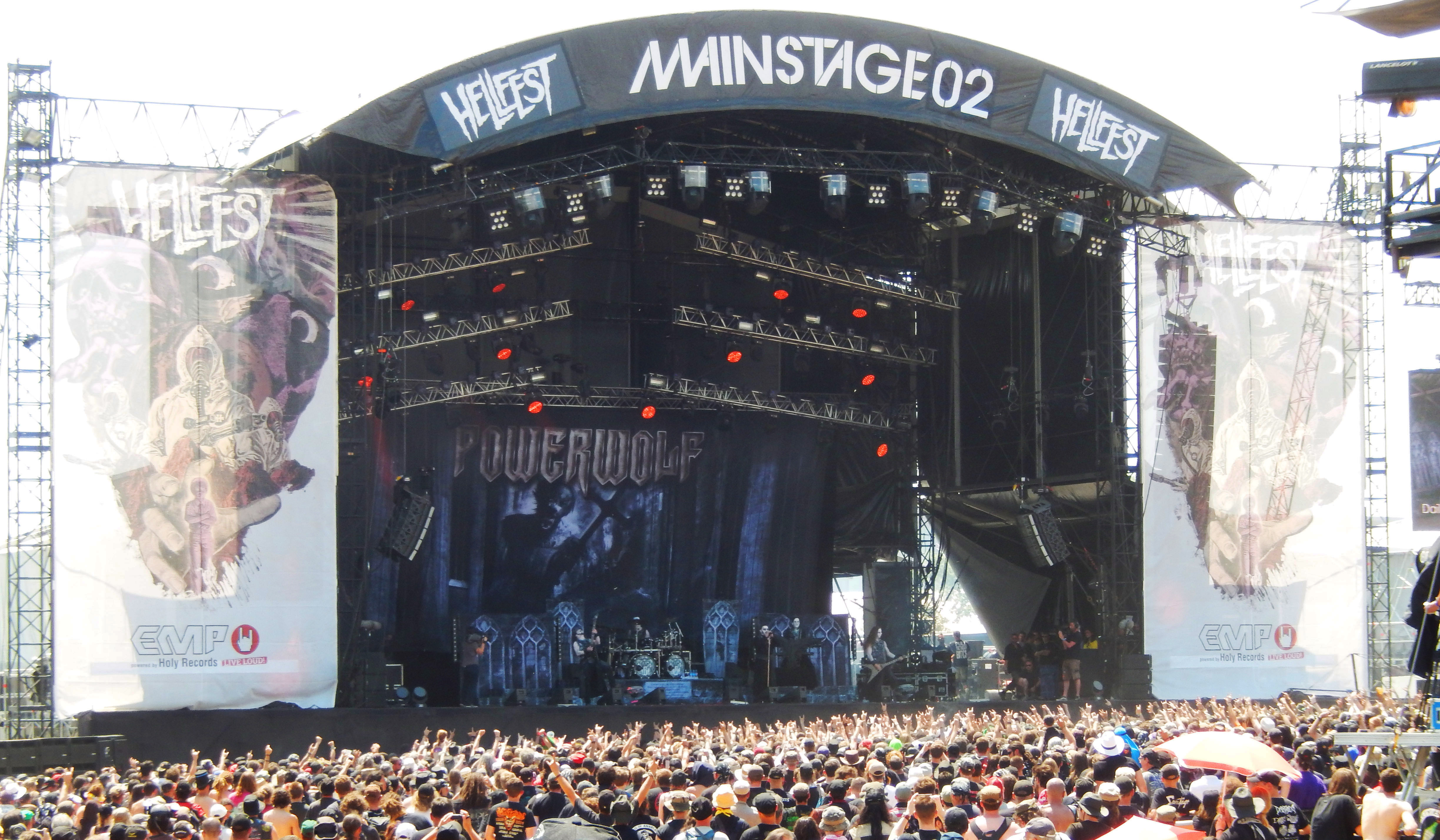
Powerwolf au Hellfest 2014

Le 18 avril 2013, ils révèlent le titre de leur prochain album, ainsi que la liste des chansons. Le 18 juillet 2013, le groupe sort leur cinquième album intitulé Preachers of the Night. Pour la première fois de leur histoire, il se classe premier dans les charts en Allemagne. Il est également en 23e position en Suisse, 24e en Autriche, 49e en Finlande et 50e en Suède.

### Blessed and Possessed(2015-2017)

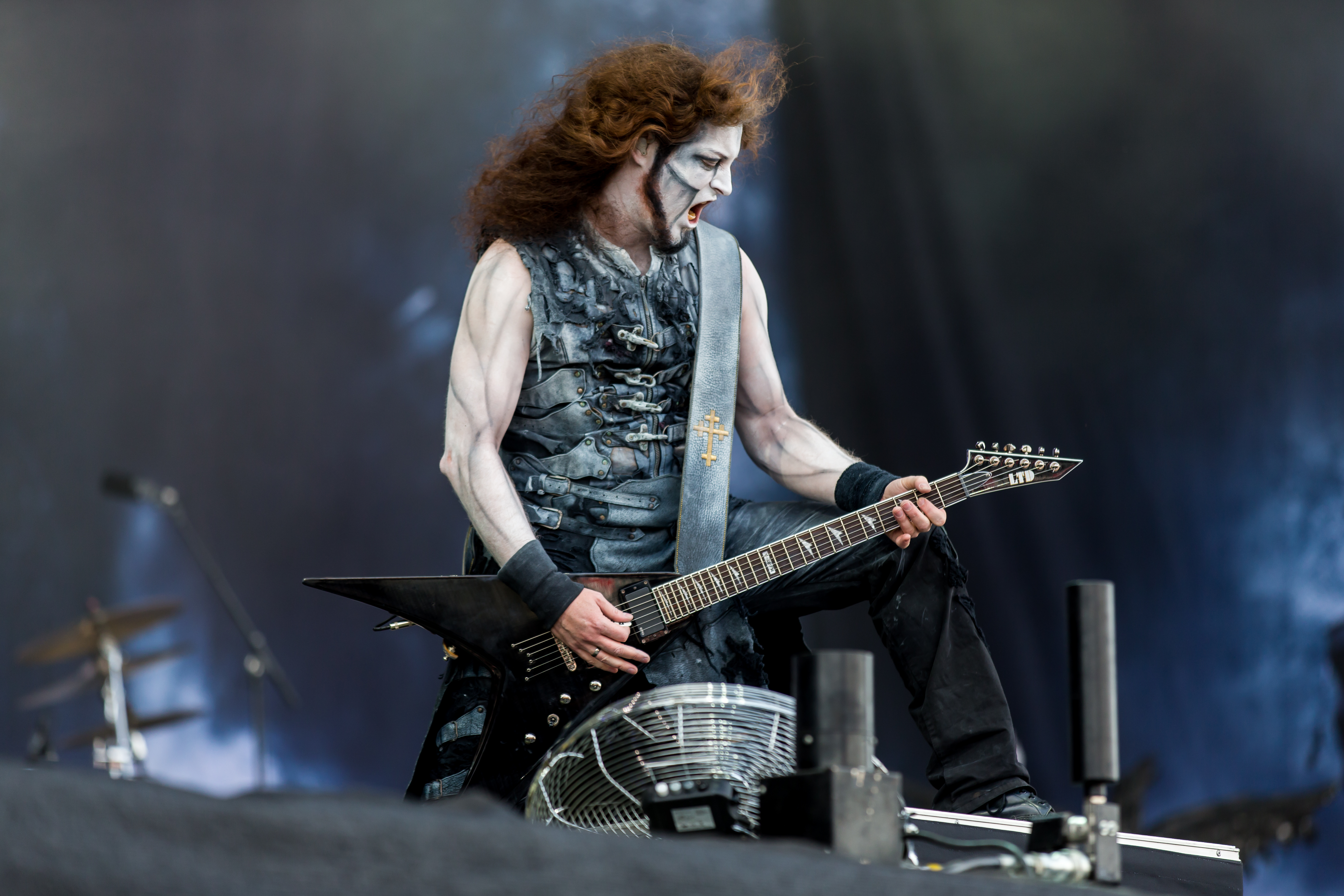
Matthew Greywolf (guitare), lors du Wacken Open Air 2015.

Le 5 décembre 2014, sur leur page Facebook, le groupe annonce la sortie d'un nouvel album pour l'été 2015, dont l'enregistrement au studio Fredman est réalisé entre janvier et mars.
Le 18 mars 2015, ils dévoilent la pochette de l'album ainsi que son titre. Le 17 juillet, Blessed and Possessed, leur sixième album studio, est publié. Il rentre à nouveau dans les charts en Allemagne, où il est classé troisième. Le 18 juillet, ils partent faire une tournée de promotion de l'album, avec notamment des dates à Budapest, Barcelone, Gelsenkirchen (lors du Sabaton Open Air) ou bien à Wacken. Le 21 septembre, le groupe annonce sur son site officiel avoir été récompensé lors des Metal Hammer Awards à Berlin du prix du « meilleur groupe allemand ». Le 3 novembre 2015, le groupe lance une nouvelle tournée promotionnelle en 2016, avec notamment des dates en Hongrie, en Pologne ou bien en Autriche. Le 14 décembre, ils dévoilent les noms des groupes les accompagnant : Battle Beast et Serenity.

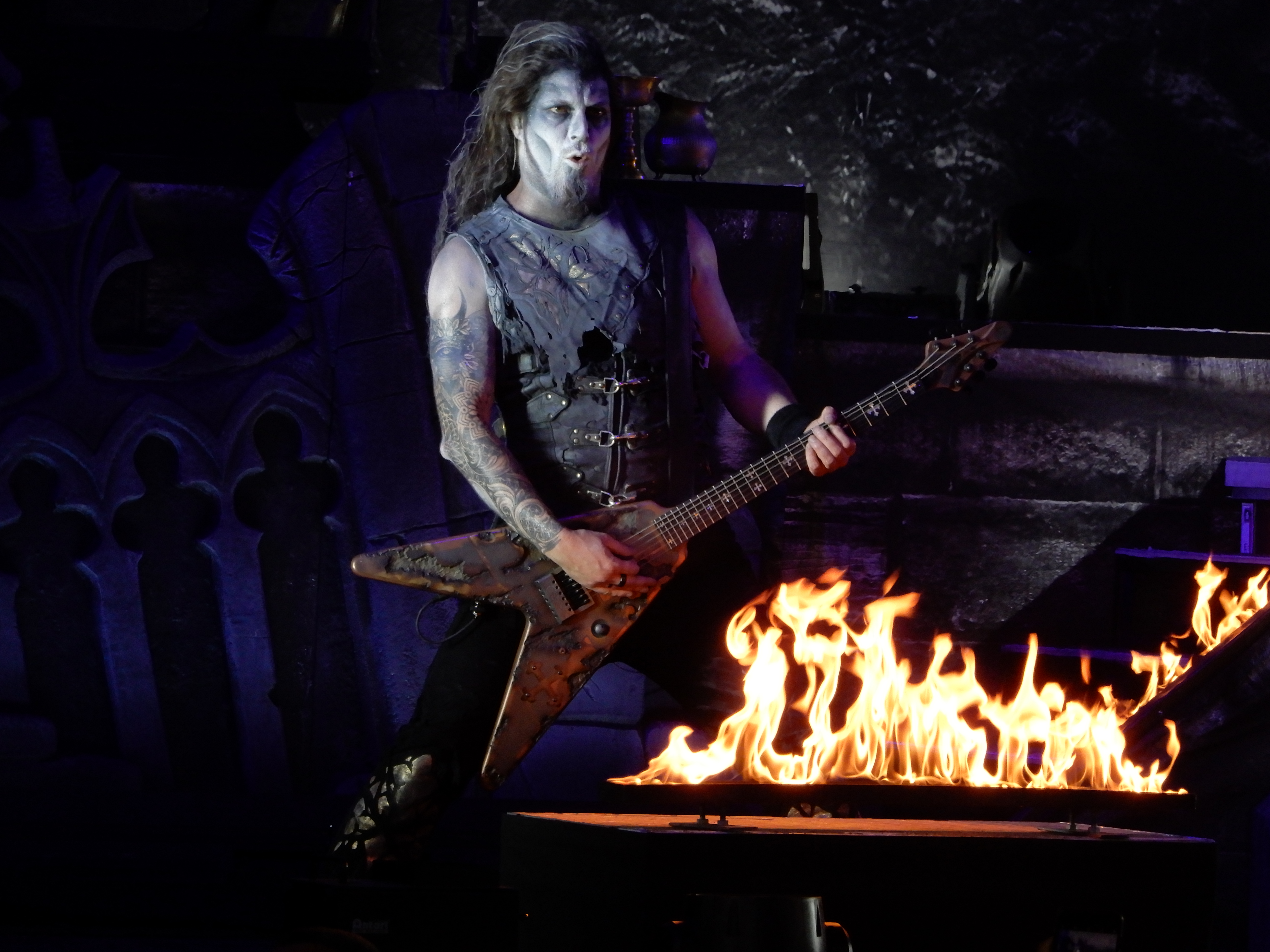
Matthew Greywolf (Powerwolf) à Colmar en 2018.

Le 29 avril 2016, le groupe annonce la sortie de leur premier coffret collector réunissant trois concerts complets, ainsi qu'un documentaire sur les coulisses de la tournée. Ce coffret s'intitule The Metal Mass Live et est publié le 26 juillet. Celui-ci atteint la première place des DVD charts allemands. Le 5 août 2016, le groupe dévoile des dates d'une nouvelle tournée européenne, débutant le 12 janvier 2017 à Wiesbaden et offrant notamment un passage au Zénith de Paris le 4 février 2017. Ils partageront alors l'affiche avec Beyond the Black et Epica. Ils participent au Hellfest en juin 2017. À partir du 25 octobre 2017, le groupe part en tournée en Russie avec une première étape à Iekaterinbourg. Celle-ci s'achève le 29 octobre à Saint-Pétersbourg.

### The Sacrament of Sin(2018-2020)

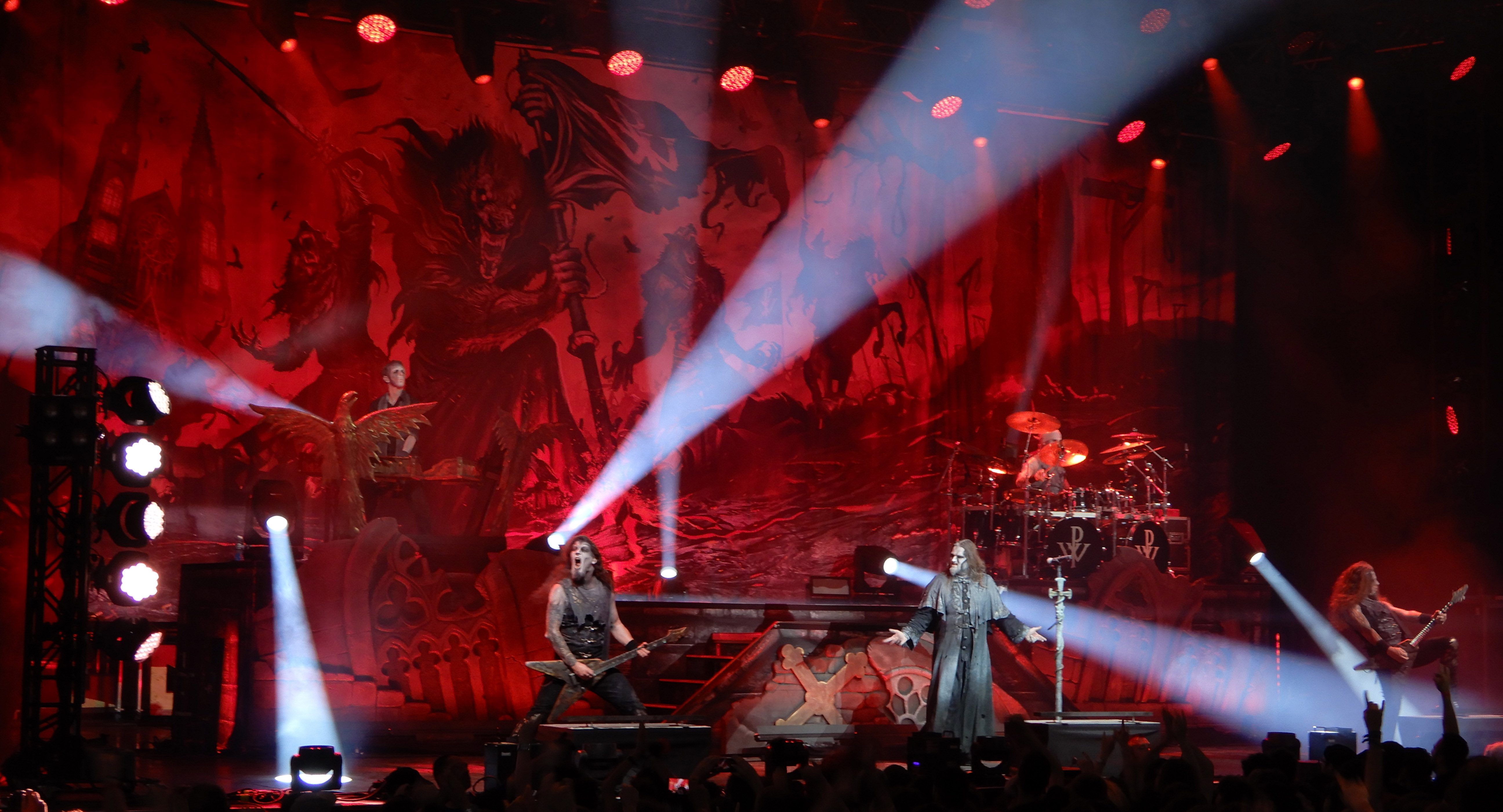
Powerwolf à Colmar en 2018.

Le 25 janvier 2018, le groupe annonce être entré aux Fascination Street Studios (à Örebro) pour enregistrer leur septième album. Ils font de nouveau appel au producteur Jens Bogren. Pour promouvoir l'album, Powerwolf prévoit de partir en tournée, dans le cadre du Wolfsnächte Tour 2018 à partir du mois d'octobre 2018 avec une première date à Wiesbaden. Ils seront alors accompagnés des groupes Kissin Dynamite et d'Amaranthe. Le 29 mars 2018, le groupe annonce sur les réseaux sociaux le nom de l'album : The Sacrament of Sin.
En guise de bonus, dix reprises de chansons de Powerwolf par divers groupes figurent sous le titre Communio Lupatum. Elles font participer Epica, Battle Beast, Heaven Shall Burn, Eluveitie, et Amaranthe.
Le groupe dévoile un premier extrait le 25 mai 2018 intitulé Demons Are a Girl's Best Friend, titre qu'ils jouent au Download Festival de Brétigny-sur-Orge le 15 juin 2018. Le 22 juin 2018, le groupe dévoile une autre chanson de l'album : Fire and Forgive. À sa publication le 20 juillet, l'album est un succès, puisqu'il atteint notamment la première place des charts allemands. Ils reçoivent à ce titre plusieurs récompenses, comme le "Metal Hammer Awards" du meilleur album à Berlin en septembre 2018. Ils remportent également en novembre de la même année un disque de platine aux Masters of Rock en République Tchèque pour la chanson Demons Are a Girl's Best Friend.
Le groupe annonce dans le même temps une tournée en Ukraine, Biélorussie et Russie avec une première date le 22 mars 2019 à Kiev. Le groupe repart en tournée le 08 novembre 2019 à Esch-sur-Alzette, avec Gloryhammer assurant la première partie. Cette dernière s'achève le 30 novembre à Thessalonique.
Le 8 janvier 2020, le groupe resigne à nouveau un contrat avec Napalm Records. Ils annoncent peu de temps après par la voix du guitariste Matthew Greywolf qu'ils entament le travail de composition de leur huitième album en espérant une date de sortie pour courant 2021. Ils partent par la suite en tournée avec Amon Amarth en Amérique latine du 28 février au 21 mars 2020. 
Après avoir réenregistré une nouvelle version de leur titre "Kiss of the Cobra King" issu de leur Return in Bloodred, ils dévoilent le 27 mars 2020 une version réarrangée de "Werewolves of Armenia" (de leur album Bible of the Beast). Cela leur permet d'annoncer la sortie d'un best of intitulé Best of the Blessed pour le 3 juillet 2020. Ce dernier contient donc tous les plus grands succès du groupe, pour certains réenregistrés dans une nouvelle version, ainsi que quelques performances live.

### Call of the Wild(depuis 2020)
Le 2 novembre 2020, Powerwolf confirme avoir terminé l'écriture et la préproduction de leur huitième album. Ils précisent alors leur volonté de rentrer en studio en décembre pour une sortie d'album prévue pour l'été 2021. D'après une parution sur leur site internet, l'album devrait s’appeler Call of The Wild.
Le 31 mars 2021, ils confirment la sortie de leur huitième album studio, Call of the Wild, pour le 9 juillet 2021, via Napalm Records. En plus de dévoiler la pochette, ils annoncent une tournée promotionnelle Wolfsnächte 2021, devant démarrer le 1er octobre 2021 à Stuttgart. 
Le 20 mai 2021, ils dévoilent le premier extrait de l'album. Celui-ci s'intitule Beast of Gévaudan et s'inspire donc de la légende du même nom.  En plus des nouvelles chansons, le groupe inclut également des reprises de ses propres chansons faites par des guests. L'ensemble de ces reprises sont publiées sur Missa Cantorem en tant que contenu bonus pour le nouvel album. Une première reprise de Demons Are A Girl's Best Friend (extrait de The Sacrament of Sin) est dévoilée le 10 juin 2021 avec Alissa White-Gluz comme guest.  
Le 23 juin 2021, une seconde chanson de Call of the Wild est dévoilée sur leur chaine Youtube, Dancing with the Dead.  
Moins d'un an après la sortie de Call of the Wild, le 25 mars 2022, le groupe sort le single Sainted by the Storm.

## Membres

### Membres actuels
- Attila Dorn - chant (depuis 2003)
- Matthew Greywolf - guitare (depuis 2003)
- Charles Greywolf - guitare (depuis 2003), basse  (depuis 2011)
- Falk Maria Schlegel - orgue (albums), synthétiseur (concerts) (depuis 2003)
- Roel van Helden  - batterie (depuis 2011)

### Anciens membres
- Stéfane Funèbre - batterie (2003-2010)
- Tom Diener - batterie (2010-2011)

## Discographie

### Albums studio
- 2005 : Return in Bloodred
- 2007 : Lupus Dei
- 2009 : Bible of the Beast
- 2011 : Blood of the Saints
- 2013 : Preachers of the Night
- 2015 : Metallum Nostrum
- 2015 : Blessed and Possessed
- 2018 : The Sacrament of Sin
- 2021 : Call of the Wild
- 2022 : Missa Cantorem ll
- 2023 : Interludium
- 2024 : Wake Up the Wicked

### Albums live
- 2012 : Alive in the Night
- 2016 : The Metal Mass Live

### Compilations
- 2011 : Trinity in Black
- 2014 : The History of Heresy I
- 2014 : The History of Heresy II
- 2020 : Best of the Blessed

### EP
- 2011 : Wolfsnächte 2012 Tour EP (avec Stormwarrior, Lonewolf et Mystic Prophecy)
- 2015 : Wolfsnächte 2015 Tour EP (avec Xandria, Orden Ogan et Civil War)

## Vidéographie

### Clips
- 2011 : We Drink Your Blood, tiré de l'album Blood of the Saints
- 2013 : Amen & Attack, tiré de Preachers of the Night
- 2015 : Army of the Night, tiré de l'album Blessed & Possessed
- 2018 : Fire & Forgive, tiré de l'album The Sacrament of Sin
- 2018 : Demons Are A Girl's Best Friend, tiré de l'album The Sacrament of Sin
- 2018 : Killers With The Cross, tiré de l'album The Sacrament of Sin
- 2018 : The Sacrament of Sin, tiré de l'album The Sacrament of Sin
- 2019 : Kiss Of The Cobra King, nouvelle version du titre paru sur l'album Return In Bloodred de 2005
- 2021 : Beast of Gévaudan, premier single de l' album Call of the Wild, qui paraîtra le 9 juillet 2021
- 2021 : Dancing With The Dead, tiré de l'album Call of the Wild
- 2021 : Fire & Forgive, tiré de l'album The Sacrament Of Sin, enregistré durant The Monumental Mass
- 2022 : Venom Of Venus, tiré de l'album The Sacrament Of Sin, enregistré durant The Monumental Mass
- 2022 : Glaubenskraft, tiré de l'album Call of the Wild, enregistré durant The Monumental Mass
- 2022 : Demons Are A Girl's Best Friend, tiré de l'album Sacrament of Sin, enregistré durant The Monumental Mass
- 2022 : Call Of The Wild, tiré de l'album éponyme, avec la participation de Hansi Kürsch du groupe Blind Guardian
- 2022 : Cardinal Sin, tiré de l'album Preachers of the Night, enregistré durant The Monumental Mass
- 2022 : My Will Be Done, tiré du single du même nom, produit par Matteo Fabbiani & Chiara Cerami
- 2023 : No Prayer At Midnight, tiré de l'album spécial Interludium, produit par Matteo Fabbiani & Chiara Cerami
- 2024 : 1589, tiré de l'album Wake Up The Wicked, réalisé par Adam Barker
- 2024 : We Don't Wanna Be No Saints

### Clips lyriques
- 2015 : Armata Strigoi, tiré de l'album Blessed & Possessed
- 2015 : Out in the fields, tiré de l'album Blessed & Possessed (reprise de Gary Moore)
- 2018 : Incense & Iron, tiré de l'album The Sacrament of Sin
- 2020 : Werewolves of Armenia, tiré de l'album Bible Of The Beast, réenregistré pour le best of album Best Of The Blessed
- 2020 : Resurrection by Errection, tiré de l'album Bible Of The Beast, réenregistré pour le best of album Best of the Blessed
- 2020 : Sacramental Sister, tiré de l'album Blessed and Possessed, réenregistré pour le best of album Best of the Blessed
- 2020 : Venom of Venus, tiré de l'album Sacrament of Sin
- 2021 : The Sacrament of Sin, tiré de l'album Sacrament of Sin
- 2021 : La bête du Gévaudan, version française de Beast of Gevaudan, elle-même tiré de l'album Call of the wild
- 2021 : Fist by Fist (Sacralize Or Strike), tiré de l'album Call Of The Wild
- 2021 : Blood For Blood, tiré de l'album Call Of The Wild
- 2021 : Nightside of Siberia, tiré de l'album Sacrament of Sin, interprété par Johan Hegg d'Amon Amarth
- 2021 : Sermon Of Swords, tiré de Call Of The Wild
- 2022 : Sainted By The Storm, tiré de l'album du même nom
- 2023 : Bark At The Moon, tiré du single du même nom
- 2024 : Thunderpriest, tiré de l'album Wake Up The Wicked

### Clips hommages
Pour la sortie de l'album The Sacrament of Sin, plusieurs groupes de metal ont réalisé des clips reprenant des titres de Powerwolf à leur façon. Les titres se retrouvent en bonus sur l'album.
- 2018 : Ira Sancti (When The Saints Are Going Wild), tiré de l'album Blood of the Saints, repris par Eluveitie
- 2018 : Sacred & Wild, tiré de Preachers of the Night, repris par Epica
- 2018 : We Drink Your Blood, tiré de Blood of the Saints, repris par Saltatio Mortis
- 2018 : Let There Be Night, tiré de Blessed and Possessed, repris par Kissin' Dynamite
- 2018 : Army of the Night, tiré de Blessed and Possessed, repris par Amaranthe

## Distinctions
| Distinctions       | Catégorie                                           | Date | Résultats |
| ------------------ | --------------------------------------------------- | ---- | --------- |
| MetalHammer Awards | Meilleur album de l'année pour The Sacrament of Sin | 2018 | Lauréat   |
| MetalHammer Awards | Meilleur groupe allemand                            | 2015 | Lauréat   |
| MetalHammer Awards | Meilleure nouveauté de l'année                      | 2011 | Lauréat   |
| MetalHammer Awards | Meilleur album de l'année pour Blood of the Saints  | 2011 | Lauréat   |

## Tournées
- Europe in Bloodred Tour 2005 (en 2005)[37]
- Metal is our Mission Tour 2008 (en 2008)[38]
- Bible of the Beast Tour 2010 (en 2010)[39]
- Power of Metal Tour 2011 (en 2011)[40]
- Wolfsnächte Tour 2012 (en) (en 2012)[41]
- Wolfsnächte Tour 2013 (en) (en 2013)[42]
- Wolfsnächte Tour 2015 (en) (en 2015)[43]
- Blessed & Possessed Tour 2016 (2016)[44]
- Wolfsnächte Tour 2018 (en) (en 2018)[45]
- The Sacrament of Sin Tour 2019 (en 2019)[46]
- Berserker Latin America '20 (en 2020)[47]